# Tangier Tech City

Mapa de los alrededores de Tánger, con Tanger Tech City (al sur), Tanger Automotive City y el puerto de Tánger Med

Tangier Tech City, oficialmente Cité Mohammed VI Tanger Tech (en árabe, مدينة محمد السادس طنجة تيك; en chino, 穆罕默德六世丹吉尔科技城), es un ambicioso proyecto para crear una ciudad inteligente en las inmediaciones de Tánger, en Marruecos. Situada en el estrecho de Gibraltar, Tánger es la puerta del Mediterráneo y por lo tanto un concurrido puerto comercial. El proyecto, promovido por el rey Mohammed VI de Marruecos, forma parte de la iniciativa Belt and Road lanzada por el Gobierno chino para aumentar su influencia geopolítica en el mundo, y ha sido financiado por China Communications Construction Co (CCCC), empresa estatal china, y gestionado por su subsidiaria China Road and Bridge Corp. Tangier Tech City ocupará 2167 ha de tierra cultivada en Ain Dalia (comuna de Laauama), 10 km al sur de Tánger. 
Con el apodo mediático de «el Shanghai de Marruecos», Tangier Tech es considerado como uno de los mayores proyectos económicos y tecnológicos, si no el mayor, que ha conocido el reino alauita.

## Infraestructura

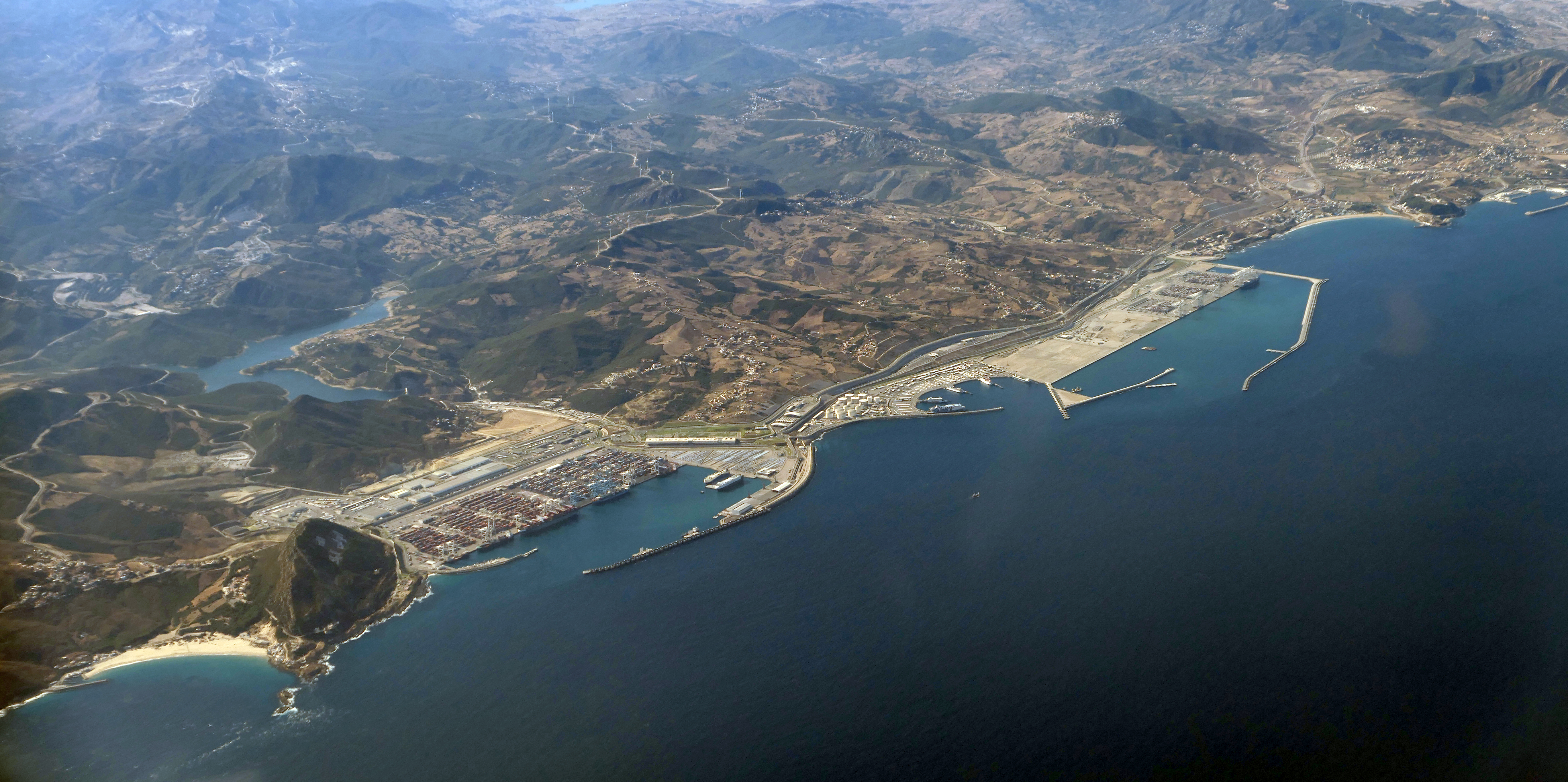
Puerto de Tánger

La futura ciudad de Tangier Tech incluye zonas residenciales, servicios públicos, entretenimiento, carreteras, líneas de ferrocarril, etc. Para ser considerada una smart city moderna, Tangier Tech deberá ser ecológicamente sostenible y ofrecer una mejor calidad de vida a sus habitantes. Tampoco queda claro si la mano de obra será local, si beneficiará a los habitantes autóctonos o si por el contrario generará gentrificación. De la cuestión medioambiental tampoco se ha comentado nada. De la gestión que el Gobierno haga dependerá, en gran medida, su éxito o fracaso.
Se prevé que de empleo a 100 000 trabajadores y hogar para 300 000 personas. Se convertirá en uno de los hubs más avanzados del país mediante la transferencia de tecnología, especialmente para la fabricación de autobuses eléctricos y componentes aeronáuticos. La CCCC invertirá alrededor de $140 millones, y se espera que atraiga inversiones por valor de $10 mil millones (billions) gracias a unos incentivos fiscales muy competitivos ofrecidos por la Autoridad marroquí, en especial para industrias alimentarias, automotrices, aeronáuticas, de energías renovables, químicas y textiles.
La empresa tecnológica china Huawei va a establecer un centro logístico en Tangier Tech. También la empresa china Aeolon, líder en fabricación de componentes eólicos instalará una planta de energía eólica en Tangier Tech. Alrededor de 200 empresas chinas se instalarán en Tangier Tech.
En 2018 se inauguró una línea de alta velocidad Casablanca-Tánger. En Ain Dalia, aldea donde se instalará la nueva ciudad, se inauguró una estación de trenes (Gare Ferroviaire Aïn Dalia) que forma parte de esta línea AVE.
Según Ilyas El Omari, la construcción está prevista que finalice en diez años, o sea en el 2029.

## Accionistas
Los tres principales implicados en la financiación del proyecto son:
- Haite Group, conglomerado de diversas empresas de aviación, con sede en Chengdu, China;
- el Banque Marocaine du Commerce Extérieur (BMCE), banco comercial marroquí;
- la Región de Tánger-Tetuán-Alhucemas, accionista en un 5 %.

Además de varias empresas chinas, marroquíes y de otros países.

## Historia y contexto
Mohamed VI asumió el trono en 1999, y desde el inicio de su reinado, la región norte ha captado su atención como potencial de desarrollo, a diferencia de su padre, Hasán II, quien históricamente la había marginado de los grandes polos económicos del país, Casablanca y Rabat.

### 2016
En 2016, el rey de Marruecos visitó Pekín y firmó con Xi Jinping un acuerdo de asociación estratégica. En este viaje, se anunció el proyecto tingitano y se anularon las restricciones de visado entre ambos países. Desde entonces, China ha promocionado Marruecos como destino turístico entre su población. Diversos proyectos de infraestructura están siendo llevados a cabo con inversión china en Tánger: el Tangier-Métropole (proyecto urbanístico), el puerto de Tangier-Med o nuevas instalaciones de producción como Shrafat (Chrafate), Melusa (Meloussa) o el mismo Tangier Tech.

### 2019
Cierta discordia entre ambos actores sobre la propiedad de la «futura ciudad inteligente» frenaron el proyecto hasta 2019, año en el que se da el Belt and Road Forum en Pekín y el BMCE firmó un acuerdo con la CCCC. Marruecos es uno de los países firmantes del Belt and Road Iniciative. De hecho, de los 54 países de África, tan solo 10 se han mantenido al margen de este macroproyecto económico chino. Las empresas chinas, lideradas por el gobierno de este país, están invirtiendo en diversos proyectos por todo el continente. En la vecina Argelia, China ha financiado y construido una autovía que cruza el país de este a oeste. En Túnez, ha instalado una unidad de producción de vagones y locomotoras de tren. En Egipto, Huawei ha abierto un centro de procesamiento de datos. En otros países africanos está construyendo desde fábricas, plantas de energía, túneles, puentes, minas, puertos y hasta ciudades enteras.

### 2020
El gobierno chino supo ver el potencial que tiene la ciudad de Tánger, debido a su estratégica situación geográfica, ya que da acceso directo a los mercados africano y europeo. La gran ventaja de Marruecos es que tiene acuerdos de libre comercio con Europa, por lo que, para China, el beneficio es claro: sus empresas podrán desarrollar productos evitando los aranceles que la UE y EE. UU. imponen a los productos de origen chino. Finalmente el 3 de noviembre de 2020, en plena pandemia por coronavirus, los dos países acordaron que las corporaciones chinas obtendrían un 35 % de la participación de Tangier Tech.